# رافائل آکای
رافائل سانتوس برگاماسکو (به پرتغالی: Rafael Santos Bergamasco) مهاجم اهل برزیل است که در شهر پرودنت مورایس و در تاریخ ۱۷ ژانویهٔ ۱۹۸۶ به دنیا آمده‌است. رافائل آکای در تیم‌های فوتبال Paraná سابقهٔ حضور دارد.